# Gran Premio Calvatone
Le Gran Premio Calvatone est une course cycliste italienne disputée au mois d'octobre autour de Calvatone, en Lombardie. Créée en 1951, elle est organisée par le Velo Club Cremonese. 
Cette épreuve fait partie du calendrier régional de la Fédération cycliste italienne, en catégorie 1.19. Elle est par conséquent réservée aux coureurs espoirs (moins de 23 ans) ainsi qu'aux élites sans contrat.

## Parcours
Le parcours est formé par un court circuit de trois kilomètres emprunté à trente-sept reprises, soit une distance totale de près de cent kilomètres,. 

## Palmarès depuis 1972
| Année | Vainqueur               | Deuxième           | Troisième          |
| ----- | ----------------------- | ------------------ | ------------------ |
| 1972  | Paolo Simboli           |                    |                    |
| 1973  | Riccardo Rolfi          |                    |                    |
| 1974  | Carrara                 |                    |                    |
| 1975  | Fiorenzo Scalfi         |                    |                    |
| 1976  | Angelo Berta            |                    |                    |
| 1977  | Enzo Serpelloni         |                    |                    |
| 1978  | Enrico Montanari        |                    |                    |
| 1979  | Paolo Maini             |                    |                    |
| 1980  | Giorgio Corsi           |                    |                    |
| 1981  | Giorgio Mantovani       |                    |                    |
| 1982  | Luigi Ferrari           |                    |                    |
| 1983  | Roberto Pelliconi       |                    |                    |
| 1984  | Marco Scandiuzzi        |                    |                    |
| 1985  | Marco Scandiuzzi        |                    |                    |
| 1986  | Sergio Comparsi         |                    |                    |
| 1987  | Fabiano Fontanelli      |                    |                    |
| 1988  | Luigi Tessaro           | Mario Pigoli       | Gianni Cetto       |
| 1989  | Roberto Zoccarato       |                    |                    |
| 1990  | Giampaolo Verdi         |                    |                    |
| 1991  | Stefano Donati          |                    |                    |
| 1992  | Andrea Valentini        |                    |                    |
| 1993  | Damiano Masiero         |                    |                    |
| 1994  | Damiano Masiero         |                    |                    |
| 1995  | Damiano Masiero         |                    |                    |
| 1996  | Alessio Bongioni        |                    |                    |
| 1997  | Wilmer Baldo            |                    |                    |
| 1998  | Maurizio Tovaglieri     |                    |                    |
| 1999  | Sebastiano Scotti       |                    |                    |
| 2000  | Oleg Grischkin          |                    |                    |
| 2001  | Simone Cadamuro         |                    |                    |
| 2002  | Alessandro Ballan       |                    |                    |
| 2003  | Mauro Conti             |                    |                    |
| 2004  | Vladimir Zagorodny      | Stefano Brunelli   | Simone Friso       |
| 2005  | Michele Merlo           |                    |                    |
| 2006  | Roberto Ferrari         | Marco Frapporti    | Michele Merlo      |
| 2007  | Fabrizio Amerighi       | Andrea Piechele    | Matteo Busato      |
| 2008  | Andrea Piechele         | Michele Merlo      | Elia Favilli       |
| 2009  | Andrea Guardini         | Edoardo Costanzi   | Andrea Piechele    |
| 2010  | Marco Coledan           | Omar Bertazzo      | Gianluca Maggiore  |
| 2011  | Andrei Nechita          | Andrea Di Corrado  | Massimo Coledan    |
| 2012  | Sebastiano Dal Cappello | Massimo Coledan    | Enrico Barbin      |
| 2013  | Andrei Nechita          | Mirco Maestri      | Paolo Simion       |
| 2014  | Federico Zurlo          | Giorgio Bocchiola  | Luca Muffolini     |
| 2015  | Marco Maronese          | Nikolai Shumov     | Marlen Zmorka      |
| 2016  | Simone Consonni         | Michael Bresciani  | Riccardo Minali    |
| 2017  | Giovanni Lonardi        | Imerio Cima        | Leonardo Bonifazio |
| 2018  | Leonardo Fedrigo        | Cristian Rocchetta | Giovanni Lonardi   |
| 2019  | Victor Bykanov          | Leonardo Marchiori | Elia Menegale      |
| 2020  | Matteo Zurlo            | Enrico Zanoncello  | Cristian Rocchetta |
| 2021  | Davide Persico          | Elia Menegale      | Andrea Gatti       |
| 2022  | Samuel Quaranta         | Lorenzo Quartucci  | Christian Bagatin  |
| 2023  | Giosuè Epis             | Marco Manenti      | Stefano Rizza      |
| 2024  | Tommaso Nencini         | Christian Bagatin  | Andrea Guerra      |